# Sarah Schleper
Sarah Kathryn Schleper (Glenwood Springs, 19 februari 1979) is een Amerikaanse alpineskiester. Ze nam vijfmaal deel aan de Olympische Winterspelen, maar behaalde geen medaille.

## Carrière
Schleper maakte haar wereldbekerdebuut in november 1995 tijdens de slalom in Vail. Op 10 december 2000 stond ze voor het eerst op het podium van een wereldbekerwedstrijd: in Sestriere eindigde Schleper als tweede op de slalom. In 2005 won ze haar enige wereldbekerwedstrijd tijdens de slalom in Lenzerheide.
In 1998 nam ze een eerste maal deel aan de Olympische winterspelen. Ze eindigde als tweeëntwintigste op de slalom. Ook in 2002 en 2006 was Schleper van de partij. Als beste resultaat liet ze een tiende plaats op de slalom in Turijn (2006) optekenen.
Op de Olympische Winterspelen 2010 behaalde Schleper als beste resultaat een veertiende plaats op de reuzenslalom. 

## Resultaten

### Titels
- Amerikaans kampioene reuzenslalom - 1998
- Amerikaans kampioene slalom – 2001, 2002, 2005, 2010

### Wereldkampioenschappen
| Jaar | Plaats                 | Resultaten                                                           |
| ---- | ---------------------- | -------------------------------------------------------------------- |
| 2001 | Sankt Anton am Arlberg | DNF Reuzenslalom DNF Slalom                                          |
| 2003 | Sankt Moritz           | DNF Reuzenslalom DNF Slalom                                          |
| 2005 | Bormio                 | 7e Slalom 13e Reuzenslalom                                           |
| 2009 | Val-d'Isère            | 28e Slalom 31e Reuzenslalom                                          |
| 2011 | Garmisch-Partenkirchen | 21e Reuzenslalom DNF2 Slalom                                         |
| 2015 | Vail/Beaver Creek      | 50e Reuzenslalom DNF1 Slalom                                         |
| 2017 | Sankt Moritz           | 27e Combinatie 37e Super G 38e Afdaling 41e Reuzenslalom DNF1 Slalom |

### Olympische Spelen
| Jaar | Plaats         | Resultaten                    |
| ---- | -------------- | ----------------------------- |
| 1998 | Nagano         | 22e Slalom DNF Reuzenslalom   |
| 2002 | Salt Lake City | 21e Reuzenslalom DNF Slalom   |
| 2006 | Turijn         | 10e Slalom DNF Reuzenslalom   |
| 2010 | Vancouver      | 14e Reuzenslalom 16e Slalom   |
| 2018 | Pyeongchang    | 41e Super G DNF2 Reuzenslalom |

### Wereldbeker

#### Eindklasseringen
| Seizoen   | Algm | SL  | RS  |
| --------- | ---- | --- | --- |
| 1997/1998 | 102e | -   | 46e |
| 1998/1999 | 90e  | 51e | 43e |
| 1999/2000 | 50e  | 21e | 25e |
| 2000/2001 | 23e  | 11e | 21e |
| 2001/2002 | 22e  | 10e | 20e |
| 2002/2003 | 22e  | 12e | 21e |
| 2003/2004 | 17e  | 11e | 12e |
| 2004/2005 | 17e  | 5e  | 20e |
| 2005/2006 | 65e  | 27e | 36e |
| 2008/2009 | 97e  | 55e | 41e |
| 2009/2010 | 54e  | 26e | 20e |
| 2010/2011 | 53e  | 30e | 22e |
| 2011/2012 | 107e | -   | 48e |

#### Wereldbekerzeges
| Datum         | Plaats      | Onderdeel |
| ------------- | ----------- | --------- |
| 12 maart 2005 | Lenzerheide | Slalom    |